# Politisches System Kasachstans

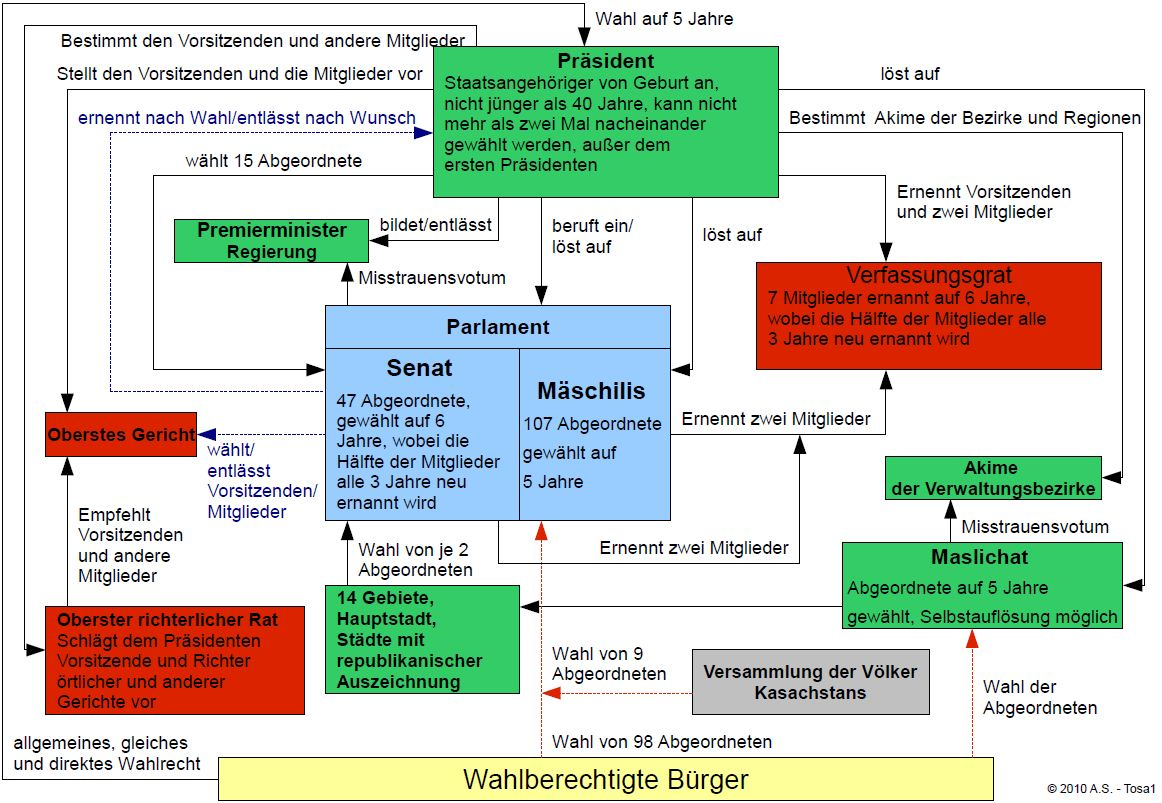
Staatsaufbau Kasachstans

Das politische System Kasachstans ist vom Autoritarismus geprägt. Kasachstan ist seit 1991 von der Sowjetunion unabhängig. Davor war das Gebiet als Kasachische SSR Teil der UdSSR. Kasachstan hat seit 1995 eine eigene republikanische Verfassung.

## Verfassung
Die Verfassung Kasachstans wurde 1995 verabschiedet. Kasachstan ist demnach ein säkularer, demokratischer und sozialer Rechtsstaat. Durch mehrere Verfassungsänderungen wurde die Macht des Parlamentes und der Regierung eingeschränkt und die Kompetenzen des Staatspräsidenten erweitert.

## Institutionen
Die legislativen Rechte liegen sowohl bei der Regierung wie auch beim Parlament. Beide haben das Gesetzesinitiativrecht.

### Regierung
Der Präsident ist das Staatsoberhaupt Kasachstans und bestimmt die Richtlinien der Politik, da er mit weitgehenden Vollmachten ausgestattet ist. Er darf nur einmal wiedergewählt werden. Nach der Verfassungsänderung von 2007 galt dies nicht mehr für den Ersten Präsidenten Nursultan Nasarbajew, der das Land seit dem 1. Dezember 1991 regierte. Dafür wurde seine Amtszeit von sieben auf fünf Jahre heruntergesetzt. 
Der derzeitige Staatspräsident ist seit dem 20. März 2019 Qassym-Schomart Toqajew. Während der Präsidentschaftswahl am 9. Juni 2019 kam es zu Demonstrationen für freie Wahlen und zu größeren Protesten; Toqajew erhielt angeblich 71,0 % der Stimmen. 
Daneben gibt es das Amt des Premierministers. Dieses Amt hatte ab Februar 2019 Asqar Mamin inne, bis Präsident Toqajew ihn am 5. Januar 2022  entließ. Älichan Smajylow, bis dahin sein Stellvertreter, wurde von Toqajew zum neuen Premierminister ernannt.
Der Präsident wird für eine Amtszeit von fünf Jahren direkt vom Volk gewählt. Er hat das Recht, den Ministerpräsidenten, den Vizeministerpräsidenten und den Ministerrat zu ernennen. Nur der Präsident kann die Regierung ernennen und entlassen, das Parlament auflösen, die Verfassung ändern, und Abstimmungen zu Referenden ausrufen. Er (oder sie) hat Gesetzesinitiativrecht und kann gegen die Gesetzesvorhaben des Parlaments ein Veto einlegen. Ebenso werden die Äkims (Gouverneure) der Oblaste (Gebiete) und der unabhängigen Städte von ihm (oder ihr) ernannt. Der Präsident ist außerdem Oberbefehlshaber der Streitkräfte.

### Parlament
Das Parlament hat das Gesetzesinitiativrecht, allerdings werden die meisten Gesetze des Parlaments auf Vorschlag der Regierung erlassen. Es besteht aus zwei Kammern: einem Oberhaus (Senat) und einem Unterhaus. Das Unterhaus – die Mäschilis – umfasst 107 Sitze, von denen alle 4 Jahre 98 durch direkte Wahl und 9 (als Vertreter der ethnischen Minderheiten) proportional durch Ernennung seitens des Staatspräsidenten besetzt werden. Bei der Unterhauswahl 2007 erhielt die Partei des Staatspräsidenten Nur Otan alle 98 Sitze (gibt es eine 7-Prozent-Sperrklausel). 
Bei der letzten Parlamentswahl am 10. Januar 2021 erhielt die Partei des Staatspräsidenten Nur Otan angeblich 71,09 Prozent der Stimmen und damit 87 von 98 Sitzen. 
Seit einer Verfassungsänderung zieht die zweitplatzierte Partei auch ohne Überwindung der 7 %-Hürde gemäß ihrem Stimmenanteil ins Unterhaus ein.
Das Oberhaus hat 47 Sitze. Davon werden 32 von den regionalen Parlamenten gewählt und 15 vom Präsidenten direkt ernannt (siehe Hauptartikel Senat der Republik Kasachstan).

### Justiz
An der Spitze der Judikative steht der Oberste Gerichtshof.
Der Oberste Gerichtshof hat 44 Richter. Zudem gibt es ein siebenköpfiges Verfassungsgericht, den sogenannten Verfassungsrat.

## Parteien
Die dominierende Partei in der Republik Kasachstan ist die derzeit regierende Präsidentenpartei Nur Otan. Sie ist mit dem Staatsapparat eng verbunden und hat die Merkmale einer Regierungspartei (auf Initiative des Präsidenten gegründet, alle wichtigen Politiker sind Mitglieder). Da in Kasachstan allerdings ein Mehrparteiensystem herrscht, gibt es zahlreiche Parteien:
- Nur Otan: Präsidentenpartei, besetzt alle wichtigen politischen Ämter im Land
- Demokratische Partei Aq Jol: Partei der Mitte, staatstreu
- Volkspartei Kasachstans: Eine Abspaltung von der KP, jedoch auch mit sozialdemokratischer Ausrichtung
- Demokratisch Patriotische Volkspartei Auyl
- Nationale Sozialdemokratische Partei: Leitung Scharmachan Tujaqbai, am 25. Januar 2007 registriert, befindet sich in der Opposition; Fusion aus Asat und der Nationalen Sozialdemokratischen Partei Kasachstans
- Adal: Fusion aus den Parteien Adilet und Ruchanijat

Verboten sind unter anderem:
- Alasch-Partei: Als faschistoid eingestuft
- Islamische Turkestan-Partei: Islamistisch
- Kommunistische Partei Kasachstans: Seit 2015 verboten